# Chelonus aligarhensis
Chelonus aligarhensis is een insect dat behoort tot de orde vliesvleugeligen (Hymenoptera) en de familie van de schildwespen (Braconidae). De wetenschappelijke naam van de soort werd voor het eerst geldig gepubliceerd door Ahmad, Shujauddin & Haider in 2000.